# Boreostereum radiatum
Boreostereum radiatum är en svampart som först beskrevs av Peck, och fick sitt nu gällande namn av Erast Parmasto 1968. Boreostereum radiatum ingår i släktet Boreostereum och familjen Gloeophyllaceae.   Inga underarter finns listade i Catalogue of Life.